# Sengaku-ji

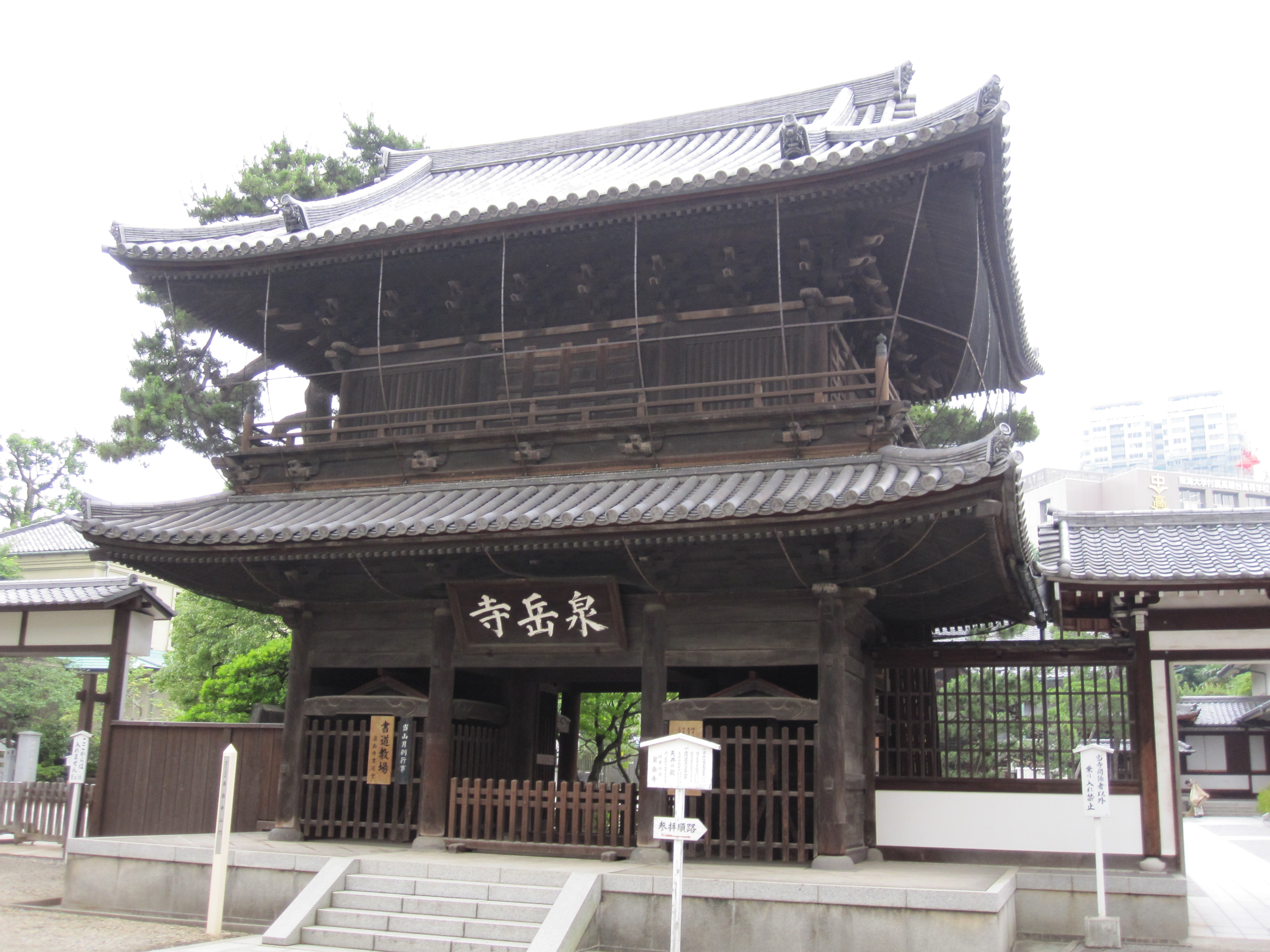
Haupttor (Sammon)

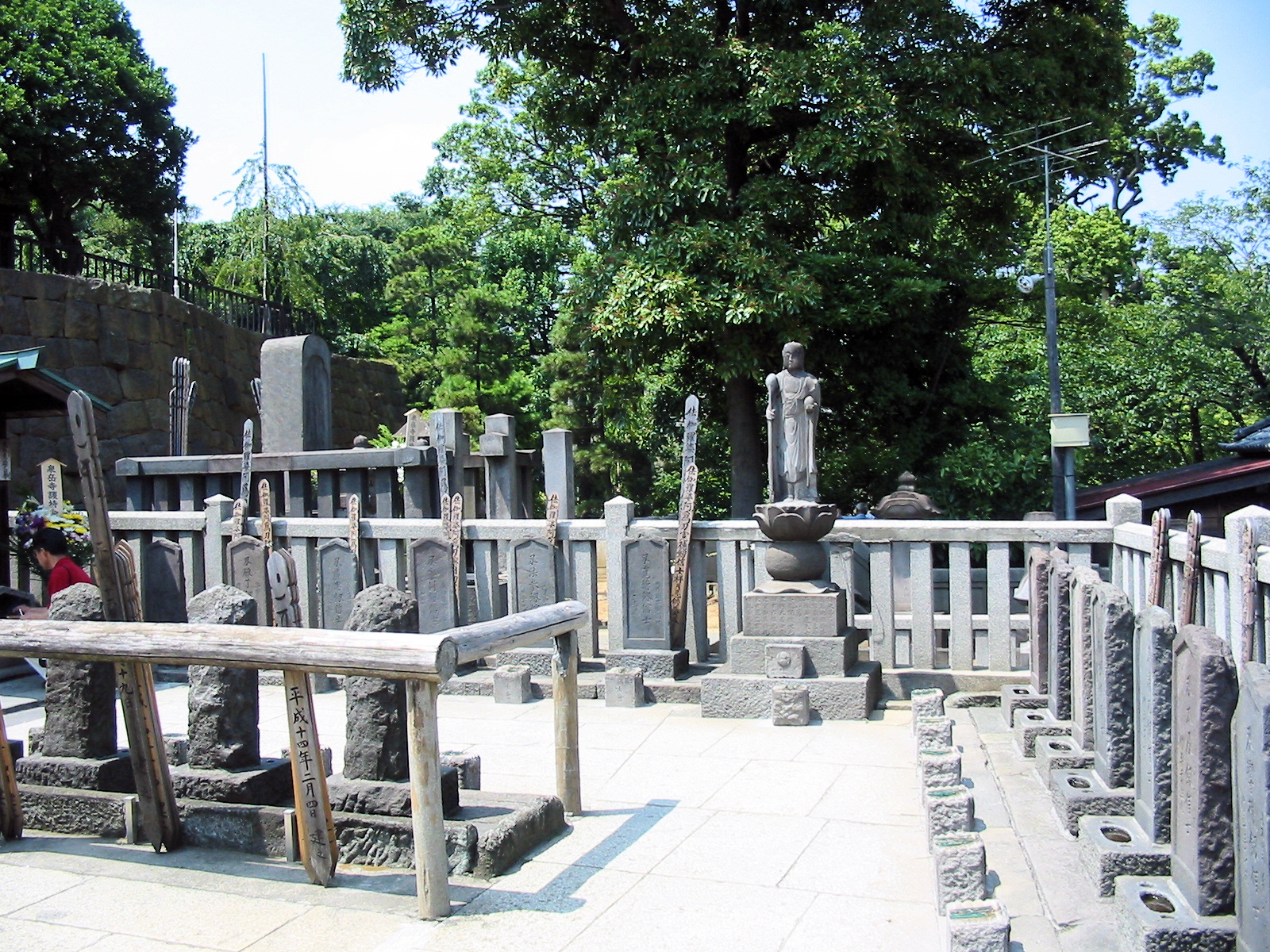
Die Gräber der 47 Samurai

Der Sengaku-ji (japanisch 泉岳寺) ist ein Sōtō-Zen-Buddhistischer Tempel in Takanawa, Minato in Tokio. Er ist vor allem wegen der Gräber der 47 Rōnin bekannt, die ihren zum Seppuku getriebenen Herren, Asano Naganori (浅野長矩, 1647–1701) rächten und dann selbst Seppuku begehen mussten.
Der Sengaku-ji gehört mit dem Seishō-ji und dem Sōsen-ji zu den „Drei Sōto-Tempeln“ Edos bzw. der Kantō-Gegend (関三刹, Kansansatsu).

## Beschreibung
Errichtet wurde der Sengaku-ji ursprünglich auf Anweisung von Tokugawa Ieyasu vom Priester Monnan Sōkan in Sotosakurada in der Nähe der Shōgun-Residenz. Nachdem der Tempel 1641 (Kan’ei 18) im „Kan’ei-Großbrand“ verloren gegangen war, wurde er auf Anweisung von Tokugawa Iemitsu von den fünf Daimyō Mōri, Asano, Kutsuki, Niwa und Mizutani an der gegenwärtigen Stelle wieder aufgebaut.
Neben der für den Zen-Buddhismus typischen Anlage, bestehend aus Vortor (Chūmon), Haupttor (Sammon), Haupthalle (Hondō), Glocke (Bonshō), ist dort ein eigenes Gräberfeld für Asano und seine Gefolgsleute angelegt. Verehrt wird auch die Quelle, in der der Kopf des Kira Yoshinaka von Blut gesäubert wurde (Kubi-arai ido). In der Taishō-Zeit wurde eine gestiftete Bronzefigur des Anführers der Rächer, Ōishi Yoshio, aufgestellt. Weiter gibt es eine Halle mit Erinnerungsstücken der Samurai (Akō gishi kinenkan).
Jedes Jahr wird Anfang April und am 14. Dezember eine Gedenkfeier zu dem Ereignis veranstaltet. Weihrauch brennt an allen Tagen auf den Gräbern.
Weiter befindet sich das Grab des Großunternehmers der Meiji-Zeit, Takashima Kaemon (1832–1914), auf dem Tempelgelände.